# سگ فلاندر
نیلو و فلندی با عنوان اصلی سگ فلاندر (به ژاپنی: フランダースの犬، به انگلیسی: Dog of Flanders) یک مجموعه تلویزیونی انیمه ۵۲ قسمتی است که توسط استودیو نیپون انیمیشن بر اساس رمانی به همین نام، اثر نویسندهٔ انگلیسی «ویدا» ساخته شده است. پخش آن از ۵ ژانویه ۱۹۷۵ در کانال فوجی تلویژن آغاز شده و تا ۲۸ دسامبر ۱۹۷۵ ادامه داشت.